# 10253 ويستروالد
10253 Westerwald هو كويكب، يقع ضمن حزام الكويكبات. اكتشف في 29 سبتمبر 1973. وقد اكتشفه إنغريد فان هوتين-جرونفيلد.، و، ووقد اكتشفه توم جيرليز.

## روابط خارجية
- 10253 ويستروالد في قاعدة بيانات مختبر الدفع النفاث لأجرام النظام الشمسي الصغيرة

- الاكتشاف · مخطط المدار ·  العناصر المدارية · المعلمات المادية

- 10253 ويستروالد على موقع ويكي سكاي: DSS2, SDSS, GALEX, IRAS, Hydrogen α, X-Ray, Astrophoto, Sky Map, Articles and images